# Damjan Kukovec
Damjan Kukovec (* 1977 in Ljubljana) ist ein slowenischer Jurist. Er ist Richter am Gericht der Europäischen Union.

## Leben und Wirken
Kukovec studierte Rechtswissenschaften an der Universität Ljubljana, wo er 2001 seinen Abschluss machte. Ein Jahr später erwarb er den Titel Master of Laws an der Harvard Law School. Anschließend trat er als Gerichtsreferendar am Obergericht Ljubljana in den slowenischen Justizdienst ein. 2004 war er am Sondergerichtshof für Sierra Leone sowie am Verfassungsgericht der Republik Slowenien tätig. 2005 trat er in den Dienst des Gerichtshofs der Europäischen Union, wechselte aber bereits im folgenden Jahr in den juristischen Dienst der Europäischen Kommission. Ebenfalls 2006 wurde er zur slowenischen Anwaltschaft zugelassen. Von 2011 bis 2013 unterrichtete er zudem Weltrecht an der Harvard Law School und an deren Institute for Global Law and Policy. Als Gastwissenschaftler war er in der Folge zudem weltweit tätig, so etwa an der rechtswissenschaftlichen Fakultät der Fundação Getulio Vargas in Rio de Janeiro, an der University of Kentʼs Brussels School of International Studies in Brüssel sowie am Europäischen Hochschulinstitut in Florenz. 2015 wurde er an der Harvard Law School zum Dr. iur. promoviert. Seit 2018 ist er außerdem Senior Lecturer in Law und Co-Leiter des Promotionsprogramms an der Middlesex University in London.
Am 13. Januar 2022 wurde Kukovec zum Richter am Gericht der Europäischen Union ernannt.